# Wilhelm Herrmann
Johann Georg Wilhelm Herrmann, född den 6 december 1846 i Melkow, död den 3 januari 1922 i Marburg, var en tysk teolog. 
Herrmann, som var professor vid Marburgs universitet 1879–1916, slöt sig efter att tidigare ha mottagit starka impulser från Tholuck avgjort till Ritschls skola. Senare bröt han emellertid på många punkter med dennes åskådning och utvecklade ett allt skarpare utgestaltat, självständigt system, som omkring förra sekelskiftet övade ett mycket stort inflytande på det teologiska tänkandet såväl inom som utom Tyskland, inte minst i de skandinaviska länderna. 
Med Ritschl hade han dock alltjämt gemensam den av Herrmann emellertid än skarpare betonade motsättningen mellan religion och vetenskap, teologi och metafysik liksom avvisandet av varje tal om en "naturlig" religion eller uppenbarelse och i uppenbarelsens koncentrering i "den historiske Kristus" person. Från den med den förklarande vetenskapens metoder "uppvisbara" verkligheten måste den blott "upplevbara" verkligheten strängt särskiljas. 
En verklighet av denna art möter oss redan i det "jag", som vi, trots att dess realitet aldrig låter sig bevisa, dock inte kan underlåta att i varje akt av vårt självmedvetande tillskriva oss. Föreställningen om ett sådant, från de osjälvständiga tingen artskilt, självständigt "jag" står dock i den skarpaste motsägelse med de tydligaste erfarenhetsdata, särskilt med dödens faktum, och verklig stadga kan den därför vinna, först där den stöds, inte längre på den omedelbara livskänslan, utan på den moraliska övertygelsen. 
Denna åter framgår, enligt Herrmann, ur de erfarenheter människan gör, när hon knyts till andra människor genom ett på intrycket av deras moraliska styrka och självständighet grundat "förtroendeförhållande". Besinnar hon sig över det obetingade krav, som här framträtt för henne, ser hon sig också ställd inför ett ideal av personligt liv, åt vilket utan motsägelse verklig självständighet och oförgänglighet kunde tillskrivas. 
Men tillika skärps för henne alltmer medvetandet om motsägelsen mellan detta ideal och hennes faktiska osjälvständighet, en motsägelse, som hon, lämnad åt sig själv, inte förmår övervinna, utan över vilken blott den religiösa tron förmår höja henne. Till denna kan hon dock inte komma på de etiska postulatens väg, som Kant, till vilken Herrmann i rent etiskt hänseende på det närmaste ansluter sig, tänkte sig det. 
Detta skulle, enligt Herrmann, föra till ett förfalskande av såväl moralens som religionens sanna innebörd. En verklig tro kan fastmera endast uppstå därigenom, att människan i sin egen erfarenhet stöter på oemotsägliga fakta, som visar henne, att samma makt, som i sedelagen förpliktat henne, söker henne såsom den goda, upprättande kärleksviljan. Spår av en sådan makt kan nu den människa, vars liv i den moraliska lydnaden börjat vinna en enhetlig riktning, finna redan i den kärlek och trofasthet hon röner af de personer, till vilka hon knutits i verkligt förtroende. 
Men verklig fasthet och visshet kan dock hennes tro vinna, först om hon, följande dessas direkta eller indirekta hänvisning, i självbesinning stannar inför Jesu Kristi person. Härvid måste hon till en början helt bortse från andras, även de bibliska författarnas, läror om Kristus och hålla sig blott till det, som omedelbart förmår betyga sig för henne själv som en oemotsägbar verklighet: Kristi inre liv sådant det i konkret åskådlighet och oförliknelig höghet träder henne till mötes i evangeliernas berättelser. 
Måste Kristi moraliska höghet närmast verka förödmjukande och stegra hennes oro, knyts hon dock därigenom vid honom med oinskränkt förtroende, och i det hon nu hos honom möter den orubbliga vissheten om att vara Guds utkorade sändebud och tillika ser den tjänande kärlek, av vilken hela hans liv är fyllt, kan detta för henne bli till en uppenbarelse från Gud, att han trots hennes synd vill upptaga henne till gemenskap med sig och till delaktighet i arbetet för hans rike. I vissheten härom eller med andra ord i tron på "syndernas förlåtelse" ligger kraften till det moraliska livet.